# Románia az 1980. évi nyári olimpiai játékokon
Románia a szovjetunióbeli Moszkvában megrendezett 1980. évi nyári olimpiai játékok egyik részt vevő nemzete volt. Az országot az olimpián 20 sportágban 228 sportoló képviselte, akik összesen 25 érmet szereztek.

## Érmesek
| Érem  | Versenyző | Sportág       | Versenyszám               |
| ----- | --- | ------------- | ------------------------- |
| Arany | Ştefan Rusu | Birkózás      | Kötöttfogás, 68 kg        |
| Arany | Sanda Toma | Evezés        | Női egypárevezős          |
| Arany | Ivan Patzaichin Toma Simionov | Kajak-kenu    | Férfi kenu kettes 1000 m  |
| Arany | Corneliu Ion | Sportlövészet | Gyorstüzelő pisztoly      |
| Arany | Nadia Comăneci | Torna         | Női talaj                 |
| Arany | Nadia Comăneci | Torna         | Női gerenda               |
| Ezüst | Constantin Alexandru | Birkózás      | Kötöttfogás, 48 kg        |
| Ezüst | Mihai Zafiu Vasile Dîba Ion Geantă Nicuşor Eşanu | Kajak-kenu    | Férfi kajak négyes 1000 m |
| Ezüst | Ivan Patzaichin Petre Capusta | Kajak-kenu    | Férfi kenu kettes 500 m   |
| Ezüst | Nadia Comăneci | Torna         | Női egyéni összetett      |
| Ezüst | Nadia Comăneci Rodica Dunca Emilia Eberle Melita Ruhn Dumitriţa Turner Cristina Grigoraș | Torna         | Női csapat összetett      |
| Ezüst | Emilia Eberle | Torna         | Női felemás korlát        |
| Bronz | Petre Dicu | Birkózás      | Kötöttfogás, 90 kg        |
| Bronz | Vasile Andrei | Birkózás      | Kötöttfogás, 100 kg       |
| Bronz | Olga Homeghi-Bularda Valeria Roşca-Răcilă | Evezés        | Női kétpárevezős          |
| Bronz | Angelica Aposteanu Marlena Predescu-Zagoni Rodica Frîntu Florica Bucur Rodica Arba-Puşcatu Ana Iliuță Maria Constantinescu Elena Bondar Elena Dobrițoiu                                                                             | Evezés        | Női nyolcas               |
| Bronz | Vasile Dîba | Kajak-kenu    | Férfi kajak egyes 500 m   |
| Bronz | Ion Bîrlădeanu | Kajak-kenu    | Férfi kajak egyes 1000 m  |
| Bronz | Nemzeti válogatott Nicolae Munteanu Claudiu Ionescu Marian Dumitru Vasile Stîngă Radu Voina Birtalan István Alexandru Fölker Neculai Vasilca Boros József Maricel Voinea Cornel Durău Adrian Cosma Cezar Drăgăniţă Lucian Vasilache | Kézilabda     | Férfi                     |
| Bronz | Anghel Donescu Dumitru Velicu Petre Roşca | Lovaglás      | Csapat díjlovaglás        |
| Bronz | Dumitru Cipere | Ökölvívás     | Harmatsúly                |
| Bronz | Valentin Silaghi | Ökölvívás     | Középsúly                 |
| Bronz | Nemzeti válogatott Corneliu Oros Laurenţiu Dumănoiu Dan Gîrleanu Nicu Stoian Sorin Macavei Constantin Sterea Nicolae Pop Günther Enescu Corneliu Chifu Marius Chiţiga                                                               | Röplabda      | Férfi                     |
| Bronz | Melita Ruhn | Torna         | Női ugrás                 |
| Bronz | Melita Ruhn | Torna         | Női felemás korlát        |

## Atlétika
Férfi
| Versenyző     | Versenyszám    | Előfutam | Előfutam | Előfutam | Negyeddöntő | Negyeddöntő | Negyeddöntő | Elődöntő | Elődöntő | Elődöntő | Döntő    | Döntő    |
| Versenyző     | Versenyszám    | Idő      | Hely.    | Össz.    | Idő         | Hely.       | Össz.       | Idő      | Hely.    | Össz.    | Idő      | Helyezés |
| ------------- | -------------- | -------- | -------- | -------- | ----------- | ----------- | ----------- | -------- | -------- | -------- | -------- | -------- |
| Horia Toboc   | 400 m          | 49,90    | 5.       | 44.      | kiesett     | kiesett     | kiesett     | kiesett  | kiesett  | kiesett  | kiesett  | kiesett  |
| Horia Toboc   | 400 m gát      | 50,89    | 6.       | 15.      |             |             |             | 50,58    | 3.       | 9.       | 49,84    | 6.       |
| Ilie Floroiu  | 10 000 m       | 29:03,1  | 5.       | 12.      |             |             |             |          |          |          | 28:16,25 | 10.      |
| Vasile Bichea | 3000 m akadály | 8:35,35  | 3.       | 13.      |             |             |             | 8:24,23  | 3.       | 7.       | 8:23,86  | 9.       |
| Paul Copu     | 3000 m akadály | 8:45,54  | 7.       | 23.      |             |             |             | 8:44,91  | 11.      | 20.      | kiesett  | kiesett  |
| Nicolae Voicu | 3000 m akadály | 8:48,97  | 9.       | 25.      |             |             |             | kiesett  | kiesett  | kiesett  | kiesett  | kiesett  |

| Versenyző       | Versenyszám   | Selejtező | Selejtező | Döntő    | Döntő    |
| Versenyző       | Versenyszám   | Eredmény  | Helyezés  | Eredmény | Helyezés |
| --------------- | ------------- | --------- | --------- | -------- | -------- |
| Adrian Proteasa | Magasugrás    | 221 cm    | 12.       | 221 cm   | 7.       |
| Sorin Matei     | Magasugrás    | 221 cm    | 10.       | 218 cm   | 13.      |
| Iosif Naghi     | Diszkoszvetés | 59,34 m   | 14.       | kiesett  | kiesett  |

Női
| Versenyző                                                   | Versenyszám     | Előfutam | Előfutam | Előfutam | Negyeddöntő | Negyeddöntő | Negyeddöntő | Elődöntő | Elődöntő | Elődöntő | Döntő   | Döntő    |
| Versenyző                                                   | Versenyszám     | Idő      | Hely.    | Össz.    | Idő         | Hely.       | Össz.       | Idő      | Hely.    | Össz.    | Idő     | Helyezés |
| ----------------------------------------------------------- | --------------- | -------- | -------- | -------- | ----------- | ----------- | ----------- | -------- | -------- | -------- | ------- | -------- |
| Nicoleta Lia                                                | 200 m           | 24,54    | 6.       | 26.      | kiesett     | kiesett     | kiesett     | kiesett  | kiesett  | kiesett  | kiesett | kiesett  |
| Maria Samungi                                               | 400 m           | 52,89    | 4.       | 23.      |             |             |             | kiesett  | kiesett  | kiesett  | kiesett | kiesett  |
| Niculina Lazarciuc                                          | 400 m           | 52,52    | 5.       | 14.      |             |             |             | kiesett  | kiesett  | kiesett  | kiesett | kiesett  |
| Elena Tărîţă                                                | 400 m           | 52,96    | 5.       | 24.      |             |             |             | kiesett  | kiesett  | kiesett  | kiesett | kiesett  |
| Fiţa Lovin                                                  | 800 m           | 2:00,13  | 2.       | 10.      |             |             |             | 1:59,11  | 4.       | 9.       | kiesett | kiesett  |
| Doina Beşliu-Melinte                                        | 800 m           | 2:01,84  | 3.       | 15.      |             |             |             | 2:00,72  | 6.       | 13.      | kiesett | kiesett  |
| Maricica Puică                                              | 1500 m          | 4:01,68  | 5.       | 5.       |             |             |             |          |          |          | 4:01,26 | 7.       |
| Silai Ilona                                                 | 1500 m          | 4:04,70  | 2.       | 7.*      |             |             |             |          |          |          | 4:02,98 | 8.       |
| Natalia Mărăşescu                                           | 1500 m          | 4:05,83  | 4.       | 11.      |             |             |             |          |          |          | 4:04,74 | 9.       |
| Kórodi Ibolya Niculina Lazarciuc Maria Samungi Elena Tărîţă | 4 × 400 m váltó | 3:29,8   | 4.       | 7.       |             |             |             |          |          |          | 3:27,74 | 4.       |

| Versenyző                 | Versenyszám   | Selejtező | Selejtező | Döntő    | Döntő    |
| Versenyző                 | Versenyszám   | Eredmény  | Helyezés  | Eredmény | Helyezés |
| ------------------------- | ------------- | --------- | --------- | -------- | -------- |
| Cornelia Popescu-Popa     | Magasugrás    | 188 cm    | 11.       | 188 cm   | 8.       |
| Florenţa Ţacu-Crăciunescu | Diszkoszvetés | 60,40 m   | 6.        | 64,38 m  | 6.       |
| Ráduly-Zörgő Éva          | Gerelyhajítás | 63,84 m   | 4.        | 64,08 m  | 7.       |

* - egy másik versenyzővel azonos eredményt ért el

## Birkózás
Kötöttfogású
| Versenyző            | Versenyszám | 1. forduló                               | 2. forduló                                  | 3. forduló                         | 4. forduló                          | 5. forduló                            | Döntő                                                                                       | Helyezés    |
| Versenyző            | Versenyszám | Ellenfél Eredmény                        | Ellenfél Eredmény                           | Ellenfél Eredmény                  | Ellenfél Eredmény                   | Ellenfél Eredmény                     | Ellenfél Eredmény                                                                           | Helyezés    |
| -------------------- | ----------- | ---------------------------------------- | ------------------------------------------- | ---------------------------------- | ----------------------------------- | ------------------------------------- | ------------------------------------------------------------------------------------------- | ----------- |
| Constantin Alexandru | 48 kg       | Zsakszilik Üskempirov (URS) · 2–6        | Saber Nakdali (SYR) · kétvállas             | Alfredo Olvera (MEX) · kétvállas   | Pavel Hrisztov (BUL) · kizárták     | Seres Ferenc (HUN) · 10–5             | Hozott eredmények · Zsakszilik Üskempirov (URS) · 2–6 · Seres Ferenc (HUN) · 10–5           |             |
| Nicu Gingă           | 52 kg       | Stanisław Wróblewski (POL) · 7–6         | Rácz Lajos (HUN) · kizárták                 | Antonín Jelínek (TCH) · kizárták   | Mladen Mladenov (BUL) · 2–5         |                                       | kiesett                                                                                     | 4.          |
| Mihai Boţilă         | 57 kg       | Mohamed Moutei Nakdali (SYR) · 14–3      | Samil Szerikov (URS) · kétvállas            | Pertti Ukkola (FIN) · 6–4          | Antonino Caltabiano (ITA) · 3–2     | Józef Lipień (POL) · kizárták         | kiesett                                                                                     | 4.          |
| Ion Păun             | 62 kg       | Lars Malmkvist (SWE) · 2–4               | Ivica Frgić (YUG) · kizárták                | kiesett                            | kiesett                             | kiesett                               | kiesett                                                                                     | helyezetlen |
| Ştefan Rusu          | 68 kg       | Ivan Atanaszov (BUL) · kétvállas         | Tapio Sipilä (FIN) · kétvállas              | Ferenc Čaba (YUG) · kétvállas      | Reinhard Hartmann (AUT) · kétvállas | Szuren Nalbandjan (URS) · passzivitás | 1. mérkőzés · Andrzej Supron (POL) · 3–2 · 2. mérkőzés · Lars-Erik Skiöld (SWE) · 5–1       |             |
| Gheorghe Minea       | 74 kg       | Ahmed Lutfi Shihad (IRQ) · 12–6          | Wiesław Dziadura (POL) · 3–4                | erőnyerő                           | Kocsis Ferenc (HUN) · kétvállas     | kiesett                               | kiesett                                                                                     | 7.          |
| Ion Draica           | 82 kg       | Jan Dołgowicz (POL) · kizárták           | Leif Andersson (SWE) · kizárták             | kiesett                            | kiesett                             |                                       | kiesett                                                                                     | helyezetlen |
| Petre Dicu           | 90 kg       | Franz Pitschmann (AUT) · kizárták        | Igor Kanigin (URS) · kizárták               | Sztojan Nikolov (BUL) · 6–2        | Thomas Horschel (GDR) · kétvállas   | Frank Andersson (SWE) · 3–2           | Hozott eredmény · Igor Kanigin (URS) · kizárták · 1. mérkőzés · Növényi Norbert (HUN) · 1–4 |             |
| Vasile Andrei        | 100 kg      | Refik Memišević (YUG) · kizárták         | Nyikolaj Balbosin (URS) · sérülés (feladta) | Roman Bierła (POL) · kizárták      | Georgi Rajkov (BUL) · 2–7           |                                       | Hozott eredmények · Roman Bierła (POL) · kizárták · Georgi Rajkov (BUL) · 2–7               |             |
| Roman Codreanu       | +100 kg     | Alekszandr Kolcsinszkij (URS) · kizárták | Marek Galiński (POL) · kizárták             | Alekszandar Tomov (BUL) · kizárták | kiesett                             |                                       | kiesett                                                                                     | 7.          |

Szabadfogású
| Versenyző        | Versenyszám | 1. forduló                                | 2. forduló                                | 3. forduló                               | 4. forduló                             | 5. forduló              | 6. forduló        | Döntő             | Helyezés    |
| Versenyző        | Versenyszám | Ellenfél Eredmény                         | Ellenfél Eredmény                         | Ellenfél Eredmény                        | Ellenfél Eredmény                      | Ellenfél Eredmény       | Ellenfél Eredmény | Ellenfél Eredmény | Helyezés    |
| ---------------- | ----------- | ----------------------------------------- | ----------------------------------------- | ---------------------------------------- | -------------------------------------- | ----------------------- | ----------------- | ----------------- | ----------- |
| Gheorghe Raşovan | 48 kg       | Mahabir Singh (IND) · 2–15                | Bíró László (HUN) · kétvállas             | Jan Falandys (POL) · kétvállas           | kiesett                                | kiesett                 |                   | kiesett           | 8.          |
| Petre Ciarnău    | 52 kg       | Władysław Stecyk (POL) · kizárták         | Szabó Lajos (HUN) · kétvállas             | kiesett                                  | kiesett                                | kiesett                 | kiesett           | kiesett           | helyezetlen |
| Aurel Neagu      | 57 kg       | Dugarsürengiin Oyuunbold (MGL) · 10–10    | Mohammad Halilula (AFG) · mérkőzés nélkül | erőnyerő                                 | Ri Hophjong (Li Ho-Pyong) (PRK) · 3–10 | kiesett                 |                   | kiesett           | 5.          |
| Aurel Şuteu      | 62 kg       | erőnyerő                                  | Magomedgaszan Abusev (URS) · 2–15         | Brian Aspen (GBR) · 15–4                 | Ölziibayaryn Nasanjargal (MGL) · 10–5  | Miho Dukov (BUL) · 3–10 |                   | kiesett           | 5.          |
| Octavian Duşa    | 68 kg       | Said Admane (ALG) · kizárták              | Ali Hussain Faris (IRQ) · kétvállas       | Szajpulla Abszaidov (URS) · kétvállas    | Eberhard Probst (GDR) · 3–6            | kiesett                 |                   | kiesett           | 6.          |
| Marin Pîrcălabu  | 74 kg       | Riccardo Niccolini (ITA) · kétvállas      | Bartholomäus Brötzner (AUT) · 7–1         | Jamtsyn Davaajav (MGL) · 4–9             | kiesett                                | kiesett                 | kiesett           | kiesett           | helyezetlen |
| Vasile Ţigănaş   | 82 kg       | Zevegiin Düvchin (MGL) · kétvállas        | Iszmail Abilov (BUL) · kétvállas          | kiesett                                  | kiesett                                | kiesett                 |                   | kiesett           | helyezetlen |
| Ion Ivanov       | 90 kg       | Uwe Neupert (GDR) · kétvállas             | Keith Peache (GBR) · kétvállas            | Rafael Gómez (CUB) · 15–4                | Ivan Ginov (BUL) · 4–7                 | kiesett                 |                   | kiesett           | 7.          |
| Vasile Puşcaşu   | 100 kg      | Frank Andersson (SWE) · feladta (sérülés) | Harald Büttner (GDR) · 5–6                | Khorloogiin Bayanmönkh (MGL) · kétvállas | Július Strnisko (TCH) · 7–8            | kiesett                 |                   | kiesett           | 6.          |
| Andrei Ianko     | +100 kg     | Youssef Diba (SYR) · kizárták             | Balla József (HUN) · kizárták             | erőnyerő                                 | Adam Sandurski (POL) · kétvállas       |                         |                   | kiesett           | 5.          |

## Cselgáncs
| Versenyző          | Versenyszám  | Csoport | 32-es főtábla             | Nyolcaddöntő                              | Negyeddöntő              | Elődöntő          | Vigaszág negyeddöntő          | Vigaszág elődöntő        | Bronz- mérkőzés         | Döntő             | Helyezés |
| Versenyző          | Versenyszám  | Csoport | Ellenfél Eredmény         | Ellenfél Eredmény                         | Ellenfél Eredmény        | Ellenfél Eredmény | Ellenfél Eredmény             | Ellenfél Eredmény        | Ellenfél Eredmény       | Ellenfél Eredmény | Helyezés |
| ------------------ | ------------ | ------- | ------------------------- | ----------------------------------------- | ------------------------ | ----------------- | ----------------------------- | ------------------------ | ----------------------- | ----------------- | -------- |
| Szabó Árpád        | Légsúly      | B       | Reinhardt Arndt (GDR) · V | kiesett                                   | kiesett                  | kiesett           |                               |                          |                         |                   | 19.      |
| Constantin Niculae | Harmatsúly   | B       | Luiz Onmura (BRA) · V     | kiesett                                   | kiesett                  | kiesett           |                               |                          |                         |                   | 19.      |
| Cornel Roman       | Könnyűsúly   | A       | Seppo Myllylä (FIN) · V   | kiesett                                   | kiesett                  | kiesett           |                               |                          |                         |                   | 19.      |
| Mircea Frăţică     | Váltósúly    | B       | Gyáni János (HUN) · GY    | Carlos Alberto Cunha (BRA) · GY           | Sota Habareli (URS) · V  |                   |                               |                          | Harald Heinke (GDR) · V |                   | 5.       |
| Mihalache Toma     | Középsúly    | B       | erőnyerő                  | Pak Csongcshol (Pak Jong-Chol) (PRK) · GY | Wálter Carmona (BRA) · V | kiesett           |                               |                          |                         |                   | 10.      |
| Daniel Radu        | Félnehézsúly | A       | erőnyerő                  | Tengiz Hubuluri (URS) · V                 |                          |                   | Dariusz Nowakowski (POL) · GY | Dietmar Lorenz (GDR) · V | kiesett                 |                   | 7.       |
| Mihai Cioc         | Nehézsúly    | A       | Jaakko Saari (FIN) · GY   | Paul Radburn (GBR) · V                    | kiesett                  | kiesett           |                               |                          |                         |                   | 10.      |
| Pavel Drăgoi       | Nyílt        | A       | Jean Zinniker (SUI) · GY  | Dietmar Lorenz (GDR) · V                  | kiesett                  | kiesett           |                               |                          |                         |                   | 7.       |

## Evezés
Férfi
| Versenyző                                                   | Versenyszám              | Előfutam | Előfutam | Vigaszág | Vigaszág | Elődöntő | Elődöntő | Döntő | Döntő   | Döntő | Helyezés |
| Versenyző                                                   | Versenyszám              | Idő      | Hely.    | Idő      | Hely.    | Idő      | Hely.    | Típus | Idő     | Hely. | Helyezés |
| ----------------------------------------------------------- | ------------------------ | -------- | -------- | -------- | -------- | -------- | -------- | ----- | ------- | ----- | -------- |
| Constantin Postoiu Valer Toma                               | Kormányos nélküli kettes | 7:30,90  | 2.       | erőnyerő | erőnyerő | 6:52,70  | 2.       | A     | 6:53,49 | 4.    | 4.       |
| Petre Ceapura Gabriel Bularda Lavrenszki László             | Kormányos kettes         | 7:50,12  | 1.       | erőnyerő | erőnyerő |          |          | A     | 7:07,17 | 4.    | 4.       |
| Daniel Voiculescu Carolică Ilieş Petru Iosub Nicolae Simion | Kormányos nélküli négyes | 6:32,74  | 2.       | 6:13,31  | 2.       |          |          | A     | 6:19,45 | 5.    | 5.       |

Női
| Versenyző | Versenyszám              | Előfutam | Előfutam | Vigaszág | Vigaszág | Elődöntő | Elődöntő | Döntő | Döntő   | Döntő | Helyezés |
| Versenyző | Versenyszám              | Idő      | Hely.    | Idő      | Hely.    | Idő      | Hely.    | Típus | Idő     | Hely. | Helyezés |
| --- | ------------------------ | -------- | -------- | -------- | -------- | -------- | -------- | ----- | ------- | ----- | -------- |
| Sanda Toma | Egypárevezős             | 4:07,20  | 1.       | erőnyerő | erőnyerő | 3:42,63  | 1.       | A     | 3:40,69 | 1.    |          |
| Olga Homeghi-Bularda Valeria Roşca-Răcilă | Kétpárevezős             | 3:27,70  | 2.       | 3:21,74  | 3.       |          |          | A     | 3:18,91 | 3.    |          |
| Florica Petcu-Dospinescu Horváth Ilona | Kormányos nélküli kettes | 4:04,74  | 2.       | 3:37,16  | 2.       |          |          | A     | 3:35,14 | 4.    | 4.       |
| Georgeta Militaru-Maşca Florica Silaghi Maria Tănasă-Fricioiu Valeria Cătescu Aneta Matei                                                               | Kormányos négyes         | 3:31,42  | 2.       | 3:23,91  | 2.       |          |          | A     | 3:22,08 | 4.    | 4.       |
| Maria Micșa Aneta Mihaly Sofia Corban-Banovici Mariana Zaharia Elena Giurcă                                                                             | Kormányos négypárevezős  | 3:23,33  | 1.       | erőnyerő | erőnyerő |          |          | A     | 3:16,82 | 4.    | 4.       |
| Angelica Aposteanu Marlena Predescu-Zagoni Rodica Frîntu Florica Bucur Rodica Arba-Puşcatu Ana Iliuță Maria Constantinescu Elena Bondar Elena Dobrițoiu | Nyolcas                  | 3:16,21  | 2.       | 3:10,24  | 1.       |          |          | A     | 3:05,63 | 3.    |          |

## Íjászat
| Versenyző     | Versenyszám  | 1. forduló | 1. forduló | 2. forduló | 2. forduló | Összesítés | Összesítés |
| Versenyző     | Versenyszám  | Pont       | Hely.      | Pont       | Hely.      | Pont       | Helyezés   |
| ------------- | ------------ | ---------- | ---------- | ---------- | ---------- | ---------- | ---------- |
| Berki András  | Férfi egyéni | 1200       | 15.        | 1189       | 15.        | 2389       | 15.        |
| Mihai Bîrzu   | Férfi egyéni | 1146       | 26.        | 1134       | 24.        | 2280       | 25.        |
| Aurora Chin   | Női egyéni   | 1174       | 9.         | 1145       | 17.        | 2319       | 13.        |
| Terezia Preda | Női egyéni   | 1097       | 22.        | 1098       | 26.        | 2195       | 24.        |

## Kajak-kenu
Férfi
| Versenyző                                        | Versenyszám         | Előfutam | Előfutam | Előfutam | Vigaszág | Vigaszág | Vigaszág | Elődöntő | Elődöntő | Elődöntő | Döntő   | Döntő    |
| Versenyző                                        | Versenyszám         | Idő      | Hely.    | Össz.    | Idő      | Hely.    | Össz.    | Idő      | Hely.    | Össz.    | Idő     | Helyezés |
| ------------------------------------------------ | ------------------- | -------- | -------- | -------- | -------- | -------- | -------- | -------- | -------- | -------- | ------- | -------- |
| Vasile Dîba                                      | Kajak egyes 500 m   | 1:45,45  | 2.       | 3.       | erőnyerő | erőnyerő | erőnyerő | 1:45,71  | 2.       | 2.       | 1:44,90 |          |
| Ion Bîrlădeanu                                   | Kajak egyes 1000 m  | 3:46,76  | 2.       | 4.       | erőnyerő | erőnyerő | erőnyerő | 3:55,65  | 3.       | 10.      | 3:50,49 |          |
| Alexandru Giura Ion Bîrlădeanu                   | Kajak kettes 500 m  | 1:37,34  | 4.       | 12.      | 1:38,55  | 1.       | 2.       | 1:36,90  | 2.       | 6.       | 1:36,96 | 6.       |
| Alexandru Giura Nicolae Ţicu                     | Kajak kettes 1000 m | 3:26,50  | 3.       | 4.       | erőnyerő | erőnyerő | erőnyerő | 3:37,00  | 2.       | 6.       | 3:28,94 | 4.       |
| Mihai Zafiu Vasile Dîba Ion Geantă Nicuşor Eşanu | Kajak négyes 1000 m | 3:08,69  | 6.       | 7.       | 3:09,63  | 1.       | 1.       |          |          |          | 3:15,35 |          |
| Lipat Varabiev                                   | Kenu egyes 500 m    | 1:55,74  | 2.       | 5.       | erőnyerő | erőnyerő | erőnyerő |          |          |          | 1:56,80 | 7.       |
| Lipat Varabiev                                   | Kenu egyes 1000 m   | 4:06,13  | 1.       | 5.       | erőnyerő | erőnyerő | erőnyerő |          |          |          | 4:16,68 | 5.       |
| Ivan Patzaichin Petre Capusta                    | Kenu kettes 500 m   | 1:42,24  | 2.       | 2.       | erőnyerő | erőnyerő | erőnyerő |          |          |          | 1:44,12 |          |
| Ivan Patzaichin Toma Simionov                    | Kenu kettes 1000 m  | 3:38,36  | 1.       | 1.       | erőnyerő | erőnyerő | erőnyerő |          |          |          | 3:47,65 |          |

Női
| Versenyző                                        | Versenyszám        | Előfutam | Előfutam | Előfutam | Vigaszág | Vigaszág | Vigaszág | Döntő   | Döntő    |
| Versenyző                                        | Versenyszám        | Idő      | Hely.    | Össz.    | Idő      | Hely.    | Össz.    | Idő     | Helyezés |
| ------------------------------------------------ | ------------------ | -------- | -------- | -------- | -------- | -------- | -------- | ------- | -------- |
| Maria Ştefan-Mihoreanu                           | Kajak egyes 500 m  | 1:59,94  | 2.       | 5.       | erőnyerő | erőnyerő | erőnyerő | 2:00,90 | 4.       |
| Elisabeta Băbeanu Agafia Orlov-Buhaev-Constantin | Kajak kettes 500 m | 1:48,04  | 2.       | 3.       | erőnyerő | erőnyerő | erőnyerő | 1:48,04 | 4.       |

## Kerékpározás

### Országúti kerékpározás
Férfi
| Versenyző        | Versenyszám   | Idő           | Helyezés      |
| ---------------- | ------------- | ------------- | ------------- |
| Mircea Romaşcanu | Mezőnyverseny | nem ért célba | nem ért célba |
| Teodor Vasile    | Mezőnyverseny | nem ért célba | nem ért célba |

## Kézilabda

### Férfi
| Román férfi kézilabdacsapat-játékoskeret                                                                                | Román férfi kézilabdacsapat-játékoskeret                                                                             |
| --- | --- |
| - Nicolae Munteanu - Claudiu Ionescu - Marian Dumitru - Vasile Stîngă - Radu Voina - Birtalan István - Alexandru Fölker | - Neculai Vasilca - Boros József - Maricel Voinea - Cornel Durău - Adrian Cosma - Cezar Drăgăniţă - Lucian Vasilache |

#### Eredmények
Csoportkör
B csoport
| Csapat            | M | Gy | D | V | G+  | G–  | Gk   | P |
| ----------------- | - | -- | - | - | --- | --- | ---- | - |
| Szovjetunió (URS) | 5 | 4  | 0 | 1 | 134 | 75  | +59  | 8 |
| Jugoszlávia (YUG) | 5 | 4  | 0 | 1 | 132 | 92  | +40  | 8 |
| Románia (ROU)     | 5 | 4  | 0 | 1 | 119 | 88  | +31  | 8 |
| Svájc (SUI)       | 5 | 2  | 0 | 3 | 110 | 98  | +12  | 4 |
| Algéria (ALG)     | 5 | 1  | 0 | 4 | 94  | 124 | –30  | 2 |
| Kuvait (KUW)      | 5 | 0  | 0 | 5 | 64  | 176 | –112 | 0 |

| 1980. július 20. 18:30 | Románia (ROU) | 32–12 | Kuvait (KUW) |  |
| 1980. július 20. 18:30 | (18–3)        |       |              |  |
| 1980. július 20. 18:30 |               |       |              |  |

| 1980. július 22. 17:00 | Románia (ROU) | 26–18 | Algéria (ALG) |  |
| 1980. július 22. 17:00 | (14–7)        |       |               |  |
| 1980. július 22. 17:00 |               |       |               |  |

| 1980. július 24. 20:00 | Jugoszlávia (YUG) | 23–21 | Románia (ROU) |  |
| 1980. július 24. 20:00 | (12–9)            |       |               |  |
| 1980. július 24. 20:00 |                   |       |               |  |

| 1980. július 26. 20:00 | Románia (ROU) | 22–19 | Szovjetunió (URS) |  |
| 1980. július 26. 20:00 | (9–15)        |       |                   |  |
| 1980. július 26. 20:00 |               |       |                   |  |

| 1980. július 28. 18:30 | Románia (ROU) | 18–16 | Svájc (SUI) |  |
| 1980. július 28. 18:30 | (9–6)         |       |             |  |
| 1980. július 28. 18:30 |               |       |             |  |

Bronzmérkőzés
| 1980. július 30. 14:45 | Románia (ROU) | 20–18 | Magyarország (HUN) |  |
| 1980. július 30. 14:45 | (11–7)        |       |                    |  |
| 1980. július 30. 14:45 |               |       |                    |  |

| Csapat        | Helyezés |
| ------------- | -------- |
| Románia (ROU) |          |

## Lovaglás
Díjlovaglás
| Versenyző                                 | Ló           | Versenyszám | Selejtező | Selejtező | Döntő | Döntő    |
| Versenyző                                 | Ló           | Versenyszám | Pont      | Hely.     | Pont  | Helyezés |
| ----------------------------------------- | ------------ | ----------- | --------- | --------- | ----- | -------- |
| Anghel Donescu                            | Dor          | Egyéni      | 1255      | 5.        | 960   | 6.       |
| Petre Roşca                               | Derbist      | Egyéni      | 1015      | 12.       | 741   | 11.      |
| Dumitru Velicu                            | Decebal      | Egyéni      | 1076      | 10.       | 720   | 12.      |
| Anghel Donescu Dumitru Velicu Petre Roşca | lásd fentebb | Csapat      |           |           | 3,346 |          |

Díjugratás
| Versenyző                                             | Ló                           | Versenyszám | 1. forduló | 1. forduló | 2. forduló | 2. forduló | Összesen | Összesen |
| Versenyző                                             | Ló                           | Versenyszám | Pont       | Hely.      | Pont       | Hely.      | Pont     | Helyezés |
| ----------------------------------------------------- | ---------------------------- | ----------- | ---------- | ---------- | ---------- | ---------- | -------- | -------- |
| Alexandru Bozan Dumitru Velea Dania Popescu Ioan Popa | Prejmer Fudul Sonor Licurici | Csapat      | 44,25      | 4.         | 106,25     | 6.         | 150,50   | 5.       |

## Műugrás
Férfi
| Versenyző  | Versenyszám        | Selejtező | Selejtező | Döntő   | Döntő    |
| Versenyző  | Versenyszám        | Pont      | Helyezés  | Pont    | Helyezés |
| ---------- | ------------------ | --------- | --------- | ------- | -------- |
| Alex Bagiu | Egyéni műugrás     | 427,350   | 23.       | kiesett | kiesett  |
| Alex Bagiu | Egyéni toronyugrás | 436,020   | 13.       | kiesett | kiesett  |

Női
| Versenyző              | Versenyszám    | Selejtező | Selejtező | Döntő   | Döntő    |
| Versenyző              | Versenyszám    | Pont      | Helyezés  | Pont    | Helyezés |
| ---------------------- | -------------- | --------- | --------- | ------- | -------- |
| Ruxandra Lucia Hociotă | Egyéni műugrás | 389,100   | 15.       | kiesett | kiesett  |
| Liliana Cîrstea        | Egyéni műugrás | 354,330   | 23.       | kiesett | kiesett  |

## Ökölvívás
| Versenyző        | Versenyszám   | Selejtező                  | 32-es főtábla                  | Nyolcaddöntő                      | Negyeddöntő                           | Elődöntő                         | Döntő             | Helyezés |
| Versenyző        | Versenyszám   | Ellenfél Eredmény          | Ellenfél Eredmény              | Ellenfél Eredmény                 | Ellenfél Eredmény                     | Ellenfél Eredmény                | Ellenfél Eredmény | Helyezés |
| ---------------- | ------------- | -------------------------- | ------------------------------ | --------------------------------- | ------------------------------------- | -------------------------------- | ----------------- | -------- |
| Dumitru Şchiopu  | Papírsúly     |                            | Adel Hammoude (SYR) · KO       | Antti Juntumaa (FIN) · 4:1        | Ri Bjonguk (Ri Byeong-uk) (PRK) · 1:4 | kiesett                          | kiesett           | 5.       |
| Daniel Radu      | Légsúly       |                            | erőnyerő                       | Keith Wallace (GBR) · 4:1         | Váradi János (HUN) · 1:4              | kiesett                          | kiesett           | 5.       |
| Dumitru Cipere   | Harmatsúly    | Mario Behrendt (GDR) · 5:0 | Lucky Mutale (ZAM) · 5:0       | Ryszard Czerwiński (POL) · 5:0    | Szamszon Hacsatrjan (URS) · 4:1       | José Piñango (VEN) · 2:3         | kiesett           |          |
| Titi Cercel      | Pehelysúly    | erőnyerő                   | Gönczi Róbert (HUN) · 5:0      | Adolfo Horta (CUB) · 0:5          | kiesett                               | kiesett                          | kiesett           | 9.       |
| Florin Livadaru  | Könnyűsúly    |                            | Tadesse Haile (ETH) · kizárták | Seán Doyle (IRL) · RSC            | Kazimierz Adach (POL) · RSC           | kiesett                          | kiesett           | 5.       |
| Simion Cuţov     | Kisváltósúly  |                            | Szerik Konakbajev (URS) · 0:5  | kiesett                           | kiesett                               | kiesett                          | kiesett           | 17.      |
| Ionel Buduşan    | Váltósúly     |                            | P. J. Davitt (IRL) · 5:0       | Kalevi Marjamaa (FIN) · RSC       | Kazimierz Szczerba (POL) · RSC        | kiesett                          | kiesett           | 5.       |
| Marcel Sîrba     | Nagyváltósúly |                            | Leo Vainonen (SWE) · 2:3       | kiesett                           | kiesett                               | kiesett                          | kiesett           | 17.      |
| Valentin Silaghi | Középsúly     |                            | erőnyerő                       | Alfred Thomas (GUY) · 5:0         | Mark Kaylor (GBR) · 3:2               | José Gómez Mustelier (CUB) · 0:5 | kiesett           |          |
| Georgică Donici  | Félnehézsúly  |                            |                                | Jean-Paul Nanga-Ntsah (CMR) · RSC | Paweł Skrzecz (POL) · 1:4             | kiesett                          | kiesett           | 5.       |
| Teodor Pîrjol    | Nehézsúly     |                            |                                | Francesco Damiani (ITA) · 1:4     | kiesett                               | kiesett                          | kiesett           | 9.       |

RSC – a mérkőzésvezető megállította a mérkőzést

## Öttusa
| Versenyző                                     | Versenyszám | Lovaglás | Lovaglás | Lovaglás | Lovaglás | Vívás    | Vívás | Vívás | Lövészet | Lövészet | Lövészet | Úszás    | Úszás | Úszás | Futás   | Futás | Futás | Összesen    | Összesen |
| Versenyző                                     | Versenyszám | Idő      | Bünt.    | Pont     | Hely.    | Eredmény | Pont  | Hely. | Pontszám | Pont     | Hely.    | Idő      | Pont  | Hely. | Idő     | Pont  | Hely. | Összes pont | Helyezés |
| --------------------------------------------- | ----------- | -------- | -------- | -------- | -------- | -------- | ----- | ----- | -------- | -------- | -------- | -------- | ----- | ----- | ------- | ----- | ----- | ----------- | -------- |
| Dumitru Spîrlea                               | Egyéni      | 1:57,0   | 0        | 1100     | 4.       | 23–19    | 844   | 13.   | 190      | 912      | 31.      | 3:31,318 | 1184  | 13.   | 14:09,3 | 1018  | 35.   | 5058        | 22.      |
| Gyula Galovici                                | Egyéni      | 2:07,8   | 146      | 954      | 38.      | 20–22    | 766   | 21.   | 195      | 1022     | 13.      | 3:43,389 | 1088  | 35.   | 13:40,2 | 1105  | 16.   | 4935        | 27.      |
| Cezar Răducanu                                | Egyéni      | 1:54,7   | 90       | 1010     | 25.      | 16–26    | 652   | 37.   | 172      | 516      | 43.      | 3:27,275 | 1216  | 9.    | 14:14,7 | 1003  | 36.   | 4397        | 41.      |
| Dumitru Spîrlea Gyula Galovici Cezar Răducanu | Csapat      |          |          | 3064     | 7.       |          | 2262  | 9.    |          | 2450     | 12.      |          | 3488  | 6.    |         | 3126  | 9.    | 14 390      | 11.      |

## Röplabda

### Férfi
| Román férfi röplabdacsapat-játékoskeret                                           | Román férfi röplabdacsapat-játékoskeret                                              |
| --------------------------------------------------------------------------------- | ------------------------------------------------------------------------------------ |
| - Corneliu Oros - Laurenţiu Dumănoiu - Dan Gîrleanu - Nicu Stoian - Sorin Macavei | - Constantin Sterea - Nicolae Pop - Günther Enescu - Corneliu Chifu - Marius Chiţiga |

#### Eredmények
Csoportkör
B csoport
|                     |      | Mérkőzések | Mérkőzések | Szettek | Szettek | Szettek | Pontok | Pontok | Pontok |
| Csapat              | Pont | Gy         | V          | Sz+     | Sz–     | SzA     | P+     | P–     | PA     |
| ------------------- | ---- | ---------- | ---------- | ------- | ------- | ------- | ------ | ------ | ------ |
| Lengyelország (POL) | 7    | 3          | 1          | 11      | 5       | 2,200   | 221    | 172    | 1,285  |
| Románia (ROU)       | 7    | 3          | 1          | 10      | 5       | 2,000   | 215    | 138    | 1,558  |
| Brazília (BRA)      | 6    | 2          | 2          | 9       | 8       | 1,125   | 215    | 196    | 1,097  |
| Jugoszlávia (YUG)   | 6    | 2          | 2          | 8       | 8       | 1,000   | 189    | 177    | 1,068  |
| Líbia (LBA)         | 4    | 0          | 4          | 0       | 12      | 0,000   | 23     | 180    | 0,128  |

| 1980. július 20. 17:30 | Románia (ROU)      | 3–0 | Líbia (LBA) |  |
| 1980. július 20. 17:30 | (15–3, 15–1, 15–1) |     |             |  |

| 1980. július 22. 17:30 | Lengyelország (POL)         | 3–1 | Románia (ROU) |  |
| 1980. július 22. 17:30 | (9–15, 15–12, 15–13, 15–13) |     |               |  |

| 1980. július 24. 17:30 | Románia (ROU)              | 3–1 | Brazília (BRA) |  |
| 1980. július 24. 17:30 | (13–15, 15–4, 15–12, 15–3) |     |                |  |

| 1980. július 26. 19:30 | Románia (ROU)              | 3–1 | Jugoszlávia (YUG) |  |
| 1980. július 26. 19:30 | (15–9, 16–14, 8–15, 15–12) |     |                   |  |

Elődöntő
| 1980. július 31. 19:30 | Szovjetunió (URS)   | 3–0 | Románia (ROU) |  |
| 1980. július 31. 19:30 | (15–6, 15–10, 15–5) |     |               |  |

Bronzmérkőzés
| 1980. július 31. 19:30 | Románia (ROU)              | 3–1 | Lengyelország (POL) |  |
| 1980. július 31. 19:30 | (15–10, 9–15, 15–13, 15–9) |     |                     |  |

| Csapat        | Helyezés |
| ------------- | -------- |
| Románia (ROU) |          |

### Női
| Román női röplabdacsapat-játékoskeret                                                                           | Román női röplabdacsapat-játékoskeret                                                           |
| --- | ----------------------------------------------------------------------------------------------- |
| - Victoria Banciu - Gabriela Coman - Ileana Dobrovschi - Iuliana Enescu - Corina Georgescu - Victoria Georgescu | - Mariana Ionescu - Irina Petculeţ - Elena Piron - Ioana Liteanu - Corina Crivăţ - Doina Săvoiu |

#### Eredmények
Csoportkör
B csoport
|                    |      | Mérkőzések | Mérkőzések | Szettek | Szettek | Szettek | Pontok | Pontok | Pontok |
| Csapat             | Pont | Gy         | V          | Sz+     | Sz–     | SzA     | P+     | P–     | PA     |
| ------------------ | ---- | ---------- | ---------- | ------- | ------- | ------- | ------ | ------ | ------ |
| Bulgária (BUL)     | 5    | 2          | 1          | 7       | 4       | 1,750   | 138    | 104    | 1,327  |
| Magyarország (HUN) | 5    | 2          | 1          | 8       | 6       | 1,333   | 161    | 170    | 0,947  |
| Románia (ROU)      | 5    | 2          | 1          | 7       | 7       | 1,000   | 157    | 153    | 1,026  |
| Brazília (BRA)     | 3    | 0          | 3          | 4       | 9       | 0,444   | 142    | 171    | 0,830  |

| 1980. július 21. 17:30 | Bulgária (BUL)           | 3–1 | Románia (ROU) |  |
| 1980. július 21. 17:30 | (15–9, 7–15, 15–5, 15–4) |     |               |  |

| 1980. július 23. 17:30 | Románia (ROU)                   | 3–2 | Magyarország (HUN) |  |
| 1980. július 23. 17:30 | (5–15, 15–3, 15–5, 10–15, 15–8) |     |                    |  |

| 1980. július 25. 17:30 | Románia (ROU)                    | 3–2 | Brazília (BRA) |  |
| 1980. július 25. 17:30 | (10–15, 9–15, 15–6, 15–13, 15–6) |     |                |  |

Az 5–8. helyért
| 1980. július 27. 17:30 | Peru (PER)           | 3–0 | Románia (ROU) |  |
| 1980. július 27. 17:30 | (15–12, 15–9, 15–11) |     |               |  |

A 7. helyért
| 1980. július 29. 16:00 | Brazília (BRA)       | 3–0 | Románia (ROU) |  |
| 1980. július 29. 16:00 | (15–8, 15–12, 15–12) |     |               |  |

| Csapat        | Helyezés |
| ------------- | -------- |
| Románia (ROU) | 8.       |

## Sportlövészet
Nyílt
| Versenyző    | Versenyszám          | Pont                         | Helyezés |
| ------------ | -------------------- | ---------------------------- | -------- |
| Corneliu Ion | Gyorstüzelő pisztoly | 596 (szétlövés: 148+147+148) |          |
| Marin Stan   | Gyorstüzelő pisztoly | 595                          | 7.       |
| Daniel Iuga  | Szabadpisztoly       | 555                          | 17.      |
| Mircea Ilca  | Sportpuska, fekvő    | 596                          | 11.      |
| Ioan Toman   | Skeet                | 192                          | 19.      |

## Súlyemelés
| Versenyző          | Versenyszám | Szakítás                 | Szakítás                 | Lökés                    | Lökés                    | Összesen | Helyezés |
| Versenyző          | Versenyszám | Eredmény                 | Helyezés                 | Eredmény                 | Helyezés                 | Összesen | Helyezés |
| ------------------ | ----------- | ------------------------ | ------------------------ | ------------------------ | ------------------------ | -------- | -------- |
| Gheorghe Maftei    | 56 kg       | 105,0                    | 8.                       | 142,5                    | 7.                       | 247,5    | 7.       |
| Petre Pavel        | 56 kg       | 105,0                    | 8.                       | 140,0                    | 8.                       | 245,0    | 8.       |
| Gelu Radu          | 60 kg       | 115,0                    | 8.                       | 150,0                    | 6.                       | 265,0    | 8.       |
| Constantin Chiru   | 60 kg       | érvényes kísérlet nélkül | érvényes kísérlet nélkül | kiesett                  | kiesett                  | kiesett  | kiesett  |
| Virgil Dociu       | 67,5 kg     | 140,0                    | 6.                       | 170,0                    | 8.                       | 310,0    | 8.       |
| Dragomir Cioroslan | 75 kg       | 140,0                    | 7.                       | 182,5                    | 4.                       | 322,5    | 5.       |
| Petre Dumitru      | 82,5 kg     | 155,0                    | 4.                       | érvényes kísérlet nélkül | érvényes kísérlet nélkül | kiesett  | kiesett  |
| Vasile Groapă      | 90 kg       | 160,0                    | 6.                       | 195,0                    | 7.                       | 355,0    | 7.       |
| Tasnádi István     | 110 kg      | 165,0                    | 6.                       | 195,0                    | 6.                       | 360,0    | 6.       |
| Marin Parapancea   | +110 kg     | érvényes kísérlet nélkül | érvényes kísérlet nélkül | kiesett                  | kiesett                  | kiesett  | kiesett  |

## Torna
Férfi
| Versenyző                                                                                | Versenyszám      | Selejtező | Selejtező | Döntő    | Döntő    |
| Versenyző                                                                                | Versenyszám      | Pontszám  | Helyezés  | Pontszám | Helyezés |
| ---------------------------------------------------------------------------------------- | ---------------- | --------- | --------- | -------- | -------- |
| Dănut Grecu                                                                              | Talaj            | 18,75     | 33.       | kiesett  | kiesett  |
| Dănut Grecu                                                                              | Ugrás            | 19,30     | 25.       | kiesett  | kiesett  |
| Dănut Grecu                                                                              | Korlát           | 19,45     | 8.        | kiesett  | kiesett  |
| Dănut Grecu                                                                              | Nyújtó           | 18,75     | 23.       | kiesett  | kiesett  |
| Dănut Grecu                                                                              | Gyűrű            | 19,70     | 2.        | 9,850    | 6.       |
| Dănut Grecu                                                                              | Lólengés         | 18,90     | 29.       | kiesett  | kiesett  |
| Dănut Grecu                                                                              | Egyéni összetett | 114,85    | 15.       | 115,225  | 9.       |
| Kurt Szilier                                                                             | Talaj            | 19,00     | 23.       | kiesett  | kiesett  |
| Kurt Szilier                                                                             | Ugrás            | 19,45     | 18.       | kiesett  | kiesett  |
| Kurt Szilier                                                                             | Korlát           | 18,65     | 43.       | kiesett  | kiesett  |
| Kurt Szilier                                                                             | Nyújtó           | 19,15     | 13.       | kiesett  | kiesett  |
| Kurt Szilier                                                                             | Gyűrű            | 19,20     | 19.       | kiesett  | kiesett  |
| Kurt Szilier                                                                             | Lólengés         | 19,35     | 14.       | kiesett  | kiesett  |
| Kurt Szilier                                                                             | Egyéni összetett | 114,80    | 17.       | 114,650  | 14.      |
| Aurelian Georgescu                                                                       | Talaj            | 19,15     | 15.       | kiesett  | kiesett  |
| Aurelian Georgescu                                                                       | Ugrás            | 19,50     | 15.       | kiesett  | kiesett  |
| Aurelian Georgescu                                                                       | Korlát           | 19,15     | 17.       | kiesett  | kiesett  |
| Aurelian Georgescu                                                                       | Nyújtó           | 18,50     | 37.       | kiesett  | kiesett  |
| Aurelian Georgescu                                                                       | Gyűrű            | 18,95     | 25.       | kiesett  | kiesett  |
| Aurelian Georgescu                                                                       | Lólengés         | 18,50     | 41.       | kiesett  | kiesett  |
| Aurelian Georgescu                                                                       | Egyéni összetett | 113,75    | 22.       | 114,075  | 18.      |
| Sorin Cepoi                                                                              | Talaj            | 18,65     | 40.       | kiesett  | kiesett  |
| Sorin Cepoi                                                                              | Ugrás            | 19,35     | 23.       | kiesett  | kiesett  |
| Sorin Cepoi                                                                              | Korlát           | 19,30     | 11.       | kiesett  | kiesett  |
| Sorin Cepoi                                                                              | Nyújtó           | 18,50     | 37.       | kiesett  | kiesett  |
| Sorin Cepoi                                                                              | Gyűrű            | 18,80     | 30.       | kiesett  | kiesett  |
| Sorin Cepoi                                                                              | Lólengés         | 18,95     | 28.       | kiesett  | kiesett  |
| Sorin Cepoi                                                                              | Egyéni összetett | 113,55    | 25.       | kiesett  | kiesett  |
| Romulus Bucuroiu                                                                         | Talaj            | 18,45     | 46.       | kiesett  | kiesett  |
| Romulus Bucuroiu                                                                         | Ugrás            | 19,30     | 25.       | kiesett  | kiesett  |
| Romulus Bucuroiu                                                                         | Korlát           | 18,65     | 43.       | kiesett  | kiesett  |
| Romulus Bucuroiu                                                                         | Nyújtó           | 18,15     | 51.       | kiesett  | kiesett  |
| Romulus Bucuroiu                                                                         | Gyűrű            | 18,85     | 29.       | kiesett  | kiesett  |
| Romulus Bucuroiu                                                                         | Lólengés         | 19,35     | 14.       | kiesett  | kiesett  |
| Romulus Bucuroiu                                                                         | Egyéni összetett | 112,75    | 32.       | kiesett  | kiesett  |
| Nicolae Oprescu                                                                          | Talaj            | 18,65     | 40.       | kiesett  | kiesett  |
| Nicolae Oprescu                                                                          | Ugrás            | 19,10     | 39.       | kiesett  | kiesett  |
| Nicolae Oprescu                                                                          | Korlát           | 18,90     | 32.       | kiesett  | kiesett  |
| Nicolae Oprescu                                                                          | Nyújtó           | 18,80     | 21.       | kiesett  | kiesett  |
| Nicolae Oprescu                                                                          | Gyűrű            | 19,30     | 16.       | kiesett  | kiesett  |
| Nicolae Oprescu                                                                          | Lólengés         | 18,20     | 47.       | kiesett  | kiesett  |
| Nicolae Oprescu                                                                          | Egyéni összetett | 112,95    | 28.       | kiesett  | kiesett  |
| Dănut Grecu Kurt Szilier Aurelian Georgescu Sorin Cepoi Nicolae Oprescu Romulus Bucuroiu | Csapat összetett |           |           | 572,30   | 4.       |

Női
| Versenyző                                                                                | Versenyszám      | Selejtező | Selejtező | Döntő    | Döntő    |
| Versenyző                                                                                | Versenyszám      | Pontszám  | Helyezés  | Pontszám | Helyezés |
| ---------------------------------------------------------------------------------------- | ---------------- | --------- | --------- | -------- | -------- |
| Nadia Comăneci                                                                           | Talaj            | 19,85     | 1.        | 19,875   | *        |
| Nadia Comăneci                                                                           | Ugrás            | 19,85     | 1.        | 19,350   | 5.       |
| Nadia Comăneci                                                                           | Felemás korlát   | 19,45     | 20.       | kiesett  | kiesett  |
| Nadia Comăneci                                                                           | Gerenda          | 19,90     | 1.        | 19,800   |          |
| Nadia Comăneci                                                                           | Egyéni összetett | 79,05     | 4.        | 79,075   | *        |
| Emilia Eberle                                                                            | Talaj            | 19,80     | 5.        | 19,750   | 5.       |
| Emilia Eberle                                                                            | Ugrás            | 19,60     | 16.       | kiesett  | kiesett  |
| Emilia Eberle                                                                            | Felemás korlát   | 19,90     | 2.        | 19,850   |          |
| Emilia Eberle                                                                            | Gerenda          | 19,80     | 2.        | 19,400   | 6.       |
| Emilia Eberle                                                                            | Egyéni összetett | 79,10     | 3.        | 78,400   | 6.       |
| Rodica Dunca                                                                             | Talaj            | 19,60     | 13.       | kiesett  | kiesett  |
| Rodica Dunca                                                                             | Ugrás            | 19,70     | 9.        | kiesett  | kiesett  |
| Rodica Dunca                                                                             | Felemás korlát   | 19,50     | 17.       | kiesett  | kiesett  |
| Rodica Dunca                                                                             | Gerenda          | 19,70     | 4.        | kiesett  | kiesett  |
| Rodica Dunca                                                                             | Egyéni összetett | 78,50     | 10.       | 78,350   | 7.       |
| Melita Ruhn                                                                              | Talaj            | 19,40     | 19.       | kiesett  | kiesett  |
| Melita Ruhn                                                                              | Ugrás            | 19,75     | 6.        | 19,650   |          |
| Melita Ruhn                                                                              | Felemás korlát   | 19,75     | 3.        | 19,775   |          |
| Melita Ruhn                                                                              | Gerenda          | 19,40     | 17.       | kiesett  | kiesett  |
| Melita Ruhn                                                                              | Egyéni összetett | 78,30     | 13.       | kiesett  | kiesett  |
| Cristina Grigoraș                                                                        | Talaj            | 19,50     | 15.       | kiesett  | kiesett  |
| Cristina Grigoraș                                                                        | Ugrás            | 19,65     | 12.       | kiesett  | kiesett  |
| Cristina Grigoraș                                                                        | Felemás korlát   | 19,40     | 22.       | kiesett  | kiesett  |
| Cristina Grigoraș                                                                        | Gerenda          | 19,45     | 15.       | kiesett  | kiesett  |
| Cristina Grigoraș                                                                        | Egyéni összetett | 78,00     | 15.       | kiesett  | kiesett  |
| Dumitriţa Turner                                                                         | Talaj            | 19,35     | 22.       | kiesett  | kiesett  |
| Dumitriţa Turner                                                                         | Ugrás            | 19,60     | 16.       | kiesett  | kiesett  |
| Dumitriţa Turner                                                                         | Felemás korlát   | 18,95     | 33.       | kiesett  | kiesett  |
| Dumitriţa Turner                                                                         | Gerenda          | 19,35     | 21.       | kiesett  | kiesett  |
| Dumitriţa Turner                                                                         | Egyéni összetett | 77,25     | 22.       | kiesett  | kiesett  |
| Nadia Comăneci Rodica Dunca Emilia Eberle Melita Ruhn Dumitriţa Turner Cristina Grigoraș | Csapat összetett |           |           | 393,50   |          |

* - egy másik versenyzővel azonos eredményt ért el

## Úszás
Férfi
| Versenyző      | Versenyszám | Előfutam | Előfutam | Előfutam | Elődöntő | Elődöntő | Elődöntő | Döntő   | Döntő    |
| Versenyző      | Versenyszám | Idő      | Hely.    | Össz.    | Idő      | Hely.    | Össz.    | Idő     | Helyezés |
| -------------- | ----------- | -------- | -------- | -------- | -------- | -------- | -------- | ------- | -------- |
| Mihai Mandache | 100 m hát   | 1:00,26  | 5.       | 22.      | kiesett  | kiesett  | kiesett  | kiesett | kiesett  |
| Mihai Mandache | 200 m hát   | 2:07,97  | 6.       | 18.      |          |          |          | kiesett | kiesett  |

Női
| Versenyző                                                        | Versenyszám            | Előfutam | Előfutam | Előfutam | Döntő   | Döntő    |
| Versenyző                                                        | Versenyszám            | Idő      | Hely.    | Össz.    | Idő     | Helyezés |
| ---------------------------------------------------------------- | ---------------------- | -------- | -------- | -------- | ------- | -------- |
| Carmen Bunaciu                                                   | 100 m hát              | 1:03,25  | 1.       | 3.*      | 1:03,81 | 4.       |
| Carmen Bunaciu                                                   | 200 m hát              | 2:15,88  | 2.       | 5.       | 2:15,20 | 4.       |
| Brigitte Prass                                                   | 100 m mell             | 1:15,10  | 5.       | 17.      | kiesett | kiesett  |
| Brigitte Prass                                                   | 200 m mell             | 2:39,90  | 6.       | 15.      | kiesett | kiesett  |
| Mariana Paraschiv                                                | 100 m pillangó         | 1:05,34  | 5.       | 19.      | kiesett | kiesett  |
| Mariana Paraschiv                                                | 400 m vegyes           | 5:04,56  | 4.       | 13.      | kiesett | kiesett  |
| Irinel Pănulescu                                                 | 400 m vegyes           | 5:07,74  | 6.       | 14.      | kiesett | kiesett  |
| Irinel Pănulescu                                                 | 200 m gyors            | 2:09,94  | 6.       | 20.      | kiesett | kiesett  |
| Carmen Bunaciu Brigitte Prass Mariana Paraschiv Irinel Pănulescu | 4 × 100 m vegyes váltó | 4:24,08  | 4.       | 8.       | 4:21,27 | 7.       |

* - egy másik versenyzővel azonos eredményt ért el

## Vitorlázás
Nyílt
| Versenyző                       | Versenyszám     | Futam | Futam  | Futam | Futam | Futam | Futam  | Futam | Pontszám | Helyezés |
| Versenyző                       | Versenyszám     | 1     | 2      | 3     | 4     | 5     | 6      | 7     | Pontszám | Helyezés |
| ------------------------------- | --------------- | ----- | ------ | ----- | ----- | ----- | ------ | ----- | -------- | -------- |
| Mihai Butucaru                  | Finn dingi      | 16,0  | (25,0) | 24,0  | 16,0  | 19,0  | 25,0   | 14,0  | 114,0    | 15.      |
| Andrei Chiliman Cătălin Luchian | Tornádó         | 16,0  | (17,0) | 17,0  | 16,0  | 17,0  | 15,0   | 17,0  | 98,0     | 11.      |
| Adrian Arendt Mircea Carp       | Repülő hollandi | 18,0  | 18,0   | 19,0  | 17,0  | 19,0  | (20,0) | 19,0  | 110,0    | 13.      |

## Vívás
Férfi
| Versenyző                                                              | Versenyszám       | Selejtező | Selejtező | Selejtező | Selejtező | Főtábla                       | Főtábla                    | Vigaszág                   | Vigaszág                    | Vigaszág                 | Döntő | Döntő                                    | Helyezés |
| Versenyző                                                              | Versenyszám       | 1. kör | 1. kör    | 2. kör | 2. kör    | 1. kör                        | 2. kör                     | 1. kör                     | 2. kör                      | 3. kör                   | Döntő | Döntő                                    | Helyezés |
| Versenyző                                                              | Versenyszám       | Ellenfél Eredmény | Hely.     | Ellenfél Eredmény | Hely.     | Ellenfél Eredmény             | Ellenfél Eredmény          | Ellenfél Eredmény          | Ellenfél Eredmény           | Ellenfél Eredmény        | Ellenfél Eredmény | Hely.                                    | Helyezés |
| ---------------------------------------------------------------------- | ----------------- | --- | --------- | --- | --------- | ----------------------------- | -------------------------- | -------------------------- | --------------------------- | ------------------------ | --- | ---------------------------------------- | -------- |
| Kuki Péter                                                             | Tőr, egyéni       | 5. csoport · Ahmed Al-Ahmed (KUW) · 5–2 · Efigenio Favier (CUB) · 5–3 · Hartmuth Behrens (GDR) · 5–1 · Bogusław Zych (POL) · 5–2                               | 1.        | 1. csoport · Hartmuth Behrens (GDR) · 4–5 · Thierry Soumagne (BEL) · 5–4 · Rob Bruniges (GBR) · 5–1 · Greg Benko (AUS) · 5–3 · Jaroslav Jurka (TCH) · 5–3          | 1.        | Pierre Harper (GBR) · GY      | Pascal Jolyot (FRA) · V    |                            | Hartmuth Behrens (GDR) · GY | Szelei István (HUN) · GY | Volodimir Szmirnov (URS) · 3–5 · Pascal Jolyot (FRA) · 1–5 · Aljakszandr Ramanykov (URS) · 1–5 · Szabirzsan Ruzijev (URS) · 2–5 · Lech Koziejowski (POL) · 1–5 | 6.                                       | 6.       |
| Mihai Ţiu                                                              | Tőr, egyéni       | 4. csoport · Khaled Al-Awadhi (KUW) · 4–5 · Miguel Roca (ESP) · 5–2 · Thierry Soumagne (BEL) · 5–4 · Pascal Jolyot (FRA) · 1–5                                 | 4.        | kiesett | kiesett   | kiesett                       | kiesett                    | kiesett                    | kiesett                     | kiesett                  | kiesett | kiesett                                  | 25.      |
| Tudor Petruş                                                           | Tőr, egyéni       | 8. csoport · Heriberto González (CUB) · 0–5 · Federico Cervi (ITA) · 0–5 · Demény László (HUN) · 1–5                                                           | 4.        | kiesett | kiesett   | kiesett                       | kiesett                    | kiesett                    | kiesett                     | kiesett                  | kiesett | kiesett                                  | 35.      |
| Ioan Popa                                                              | Párbajtőr, egyéni | 3. csoport · Heriberto González (CUB) · 5–3 · Jiří Douba (TCH) · 5–2 · Osztrics István (HUN) · 5–3 · Johan Harmenberg (SWE) · 5–2                              | 1.        | 2. csoport · Piotr Jabłkowski (POL) · 5–5 · Efigenio Favier (CUB) · 5–1 · Philippe Boisse (FRA) · 4–5 · Borisz Lukomszkij (URS) · 4–5 · Rolf Edling (SWE) · 2–5    | 4.        | Borisz Lukomszkij (URS) · GY  | Hans Jacobson (SWE) · GY   |                            |                             |                          | Johan Harmenberg (SWE) · 4–5 · Kolczonay Ernő (HUN) · 5–5 · Philippe Riboud (FRA) · 1–5 · Rolf Edling (SWE) · 3–5 · Alekszandr Mozsajev (URS) · 5–4            | 6.                                       | 6.       |
| Pongrácz Antal                                                         | Párbajtőr, egyéni | 7. csoport · John Llewellyn (GBR) · 3–5 · Dany Haddad (LIB) · 5–0 · Mohamed Al-Thuwani (KUW) · 5–0 · Leszek Swornowski (POL) · 5–1 · Patrick Picot (FRA) · 5–5 | 2.        | 1. csoport · John Llewellyn (GBR) · 5–3 · Alekszandr Mozsajev (URS) · 3–5 · Stefano Bellone (ITA) · 5–5 · Kolczonay Ernő (HUN) · 4–5 · Hans Jacobson (SWE) · 3–5   | 5.        | kiesett                       | kiesett                    | kiesett                    | kiesett                     | kiesett                  | kiesett | kiesett                                  | 19.      |
| Octavian Zidaru                                                        | Párbajtőr, egyéni | 6. csoport · Osama Al-Khurafi (KUW) · 5–0 · Oldřich Kubišta (TCH) · 5–3 · Stefano Bellone (ITA) · 1–5 · Kolczonay Ernő (HUN) · 1–5                             | 4.        | kiesett | kiesett   | kiesett                       | kiesett                    | kiesett                    | kiesett                     | kiesett                  | kiesett | kiesett                                  | 26.      |
| Cornel Marin                                                           | Kard, egyéni      | 5. csoport · Eyiad Mohamed (KUW) · 5–0 · Mihail Burcev (URS) · 5–3 · Peter Ulbrich (GDR) · 3–5 · Mario Aldo Montano (ITA) · 4–5                                | 3.        | 3. csoport · Mark Slade (GBR) · 5–1 · Mario Aldo Montano (ITA) · 5–3 · Andrzej Kostrzewa (POL) · 5–2 · Gedővári Imre (HUN) · 1–5 · Viktor Krovopuszkov (URS) · 1–5 | 3.        | Mihail Burcev (URS) · V       |                            | Georgi Csomakov (BUL) · GY | Vladimir Nazlymov (SWE) · V | kiesett                  | kiesett | kiesett                                  | 9.       |
| Ioan Pop                                                               | Kard, egyéni      | 4. csoport · Andrzej Kostrzewa (POL) · 2–5 · Ahmed Al-Ahmed (KUW) · 5–0 · Viktor Krovopuszkov (URS) · 5–2 · Hriszto Etropolszki (BUL) · 4–5                    | 2.        | 2. csoport · Leszek Jabłonowski (POL) · 2–5 · Peter Ulbrich (GDR) · 5–4 · Gerevich Pál (HUN) · 5–1 · Jacek Bierkowski (POL) · 5–4 · Vaszil Etropolszki (BUL) · 1–5 | 4.        | Viktor Krovopuszkov (URS) · V |                            | Michele Maffei (ITA) · V   | kiesett                     | kiesett                  | kiesett | kiesett                                  | 13.      |
| Marin Mustaţă                                                          | Kard, egyéni      | 6. csoport · Ali Al-Khawajah (KUW) · 5–0 · Gerevich Pál (HUN) · 2–5 · Ferdinando Meglio (ITA) · 2–5 · Jacek Bierkowski (POL) · 2–5                             | 4.        | 1. csoport · Jesús Ortíz (CUB) · 5–4 · Hriszto Etropolszki (BUL) · 2–5 · Nébald György (HUN) · 2–5 · Mihail Burcev (URS) · 2–5 · Michele Maffei (ITA) · 2–5        | 6.        | kiesett                       | kiesett                    | kiesett                    | kiesett                     | kiesett                  | kiesett | kiesett                                  | 22.      |
| Kuki Péter Mihai Ţiu Sorin Roca Tudor Petruş Pongrácz Antal            | Tőr, csapat       | 1. csoport · Szovjetunió (URS) · 2–9 · Nagy-Britannia (GBR) · 12–4                                                                                             | 2.        | |           | NDK (GDR) · 5–8               |                            |                            |                             |                          | Az 5. helyért · Magyarország (HUN) · 9–7 | Az 5. helyért · Magyarország (HUN) · 9–7 | 5.       |
| Ioan Popa Octavian Zidaru Pongrácz Antal Costică Bărăgan Kuki Péter    | Párbajtőr, csapat | 4. csoport · Franciaország (FRA) · 6–9 · Kuvait (KUW) · 12–4                                                                                                   | 2.        | |           | Magyarország (HUN) · 8–5 ·    | Lengyelország (POL) · 4–10 |                            |                             |                          | Bronzmérkőzés · Szovjetunió (URS) · 5–9 | Bronzmérkőzés · Szovjetunió (URS) · 5–9  | 4.       |
| Ioan Pop Marin Mustaţă Cornel Marin Ion Pantelimonescu Alexandru Nilca | Kard, csapat      | 1. csoport · Szovjetunió (URS) · 9–7 · Kuba (CUB) · 7–9 | 2.        | |           | Lengyelország (POL) · 7–9     |                            |                            |                             |                          | Az 5. helyért · NDK (GDR) · 9–6 | Az 5. helyért · NDK (GDR) · 9–6          | 5.       |

Női
| Versenyző                                                                               | Versenyszám | Selejtező | Selejtező | Selejtező | Selejtező | Főtábla                     | Főtábla               | Vigaszág          | Vigaszág                 | Vigaszág                            | Döntő | Döntő   | Helyezés |
| Versenyző                                                                               | Versenyszám | 1. kör | 1. kör    | 2. kör | 2. kör    | 1. kör                      | 2. kör                | 1. kör            | 2. kör                   | 3. kör                              | Döntő | Döntő   | Helyezés |
| Versenyző                                                                               | Versenyszám | Ellenfél Eredmény | Hely.     | Ellenfél Eredmény | Hely.     | Ellenfél Eredmény           | Ellenfél Eredmény     | Ellenfél Eredmény | Ellenfél Eredmény        | Ellenfél Eredmény                   | Ellenfél Eredmény | Hely.   | Helyezés |
| --------------------------------------------------------------------------------------- | ----------- | --- | --------- | --- | --------- | --------------------------- | --------------------- | ----------------- | ------------------------ | ----------------------------------- | --- | ------- | -------- |
| Stahl Jencsik Katalin                                                                   | Tőr, egyéni | 5. csoport · Mitzi Ferguson (AUS) · 2–5 · Gabriele Janke (GDR) · 5–2 · xxx (GBR) · 5–2 · Stefanek Gertrúd (HUN) · 5–3 · Véronique Brouquier (FRA) · 5–1 | 1.        | 4. csoport · Sabine Hertrampf (GDR) · 5–2 · Ann Brannon (GBR) · 5–1 · Tordasi Ildikó (HUN) · 1–5 · Dorina Vaccaroni (ITA) · 3–5 · Pascale Trinquet-Hachin (FRA) · 1–5         | 4.        | Nailja Giljazova (URS) · GY | Maros Magda (HUN) · V |                   | Mandy Niklaus (GDR) · GY | Katarína Lokšová-Ráczová (TCH) · GY | Pascale Trinquet-Hachin (FRA) · 4–5 · Maros Magda (HUN) · 5–4 · Barbara Wysoczańska (POL) · 5–2 · Brigitte Latrille-Gaudin (FRA) · 3–5 · Dorina Vaccaroni (ITA) · 2–5 | 4.      | 4.       |
| Marcela Moldovan-Zsak                                                                   | Tőr, egyéni | 1. csoport · Ann Brannon (GBR) · 5–0 · Valentyina Szidorova (URS) · 5–4 · Kerstin Palm (SWE) · 5–2 · Margarita Rodríguez (CUB) · 5–3                    | 1.        | 2. csoport · Marlene Font (CUB) · 3–5 · Véronique Brouquier (FRA) · 4–5 · Mandy Niklaus (GDR) · 3–5 · Nailja Giljazova (URS) · 4–5 · Delfina Skąpska (POL) · 3–5              | 6.        | kiesett                     | kiesett               | kiesett           | kiesett                  | kiesett                             | kiesett | kiesett | 21.      |
| Suzana Ardeleanu                                                                        | Tőr, egyéni | 2. csoport · Micheline Borghs (BEL) · 5–2 · Clara Alfonso (CUB) · 5–4 · Barbara Wysoczańska (POL) · 4–5 · Jelena Belova (URS) · 3–5                     | 2.        | 1. csoport · Anna Rita Sparaciari (ITA) · 1–5 · Katarína Lokšová-Ráczová (TCH) · 1–5 · Maros Magda (HUN) · 1–5 · Valentyina Szidorova (URS) · 1–5 · Clara Alfonso (CUB) · 1–5 | 6.        | kiesett                     | kiesett               | kiesett           | kiesett                  | kiesett                             | kiesett | kiesett | 24.      |
| Stahl Jencsik Katalin Marcela Moldovan-Zsak Viorica Ţurcanu Suzana Ardeleanu Aurora Dan | Tőr, csapat | 2. csoport · Szovjetunió (URS) · 5–11 · Olaszország (ITA) · 7–9                                                                                         | 3.        | |           | kiesett                     | kiesett               |                   |                          |                                     | kiesett | kiesett | 9.       |

## Vízilabda
| Román férfi vízilabdacsapat-játékoskeret                                                         | Román férfi vízilabdacsapat-játékoskeret                                      |
| ------------------------------------------------------------------------------------------------ | ----------------------------------------------------------------------------- |
| - Doru Spînu - Vasile Ungureanu - Viorel Costraş - Adrian Nastasiu - Dinu Popescu - Claudiu Rusu | - Ilie Slăvei - Liviu Răducanu - Viorel Rus - Adrian Schervan - Florin Slăvei |

### Eredmények
Csoportkör
A csoport
| Csapat             | M | Gy | D | V | G+ | G– | Gk | P |
| ------------------ | - | -- | - | - | -- | -- | -- | - |
| Magyarország (HUN) | 3 | 2  | 1 | 0 | 19 | 14 | +5 | 5 |
| Hollandia (NED)    | 3 | 2  | 0 | 1 | 16 | 15 | +1 | 4 |
| Románia (ROU)      | 3 | 1  | 1 | 1 | 15 | 15 | 0  | 3 |
| Görögország (GRE)  | 3 | 0  | 0 | 3 | 16 | 22 | –6 | 0 |

| 1980. július 20. 11:00 | Magyarország (HUN)   | 6–6 | Románia (ROU) |  |
| 1980. július 20. 11:00 | (2–2, 1–0, 1–3, 2–1) |     |               |  |
| 1980. július 20. 11:00 |                      |     |               |  |

| 1980. július 21. 16:00 | Görögország (GRE)    | 4–6 | Románia (ROU) |  |
| 1980. július 21. 16:00 | (1–0, 0–2, 2–3, 1–1) |     |               |  |
| 1980. július 21. 16:00 |                      |     |               |  |

| 1980. július 22. 16:00 | Románia (ROU)        | 3–5 | Hollandia (NED) |  |
| 1980. július 22. 16:00 | (1–2, 2–1, 0–1, 0–1) |     |                 |  |
| 1980. július 22. 16:00 |                      |     |                 |  |

A 7–12. helyért
| 1980. július 24. 11:00 | Románia (ROU)        | 3–5 | Olaszország (ITA) |  |
| 1980. július 24. 11:00 | (1–1, 1–1, 1–1, 0–2) |     |                   |  |
| 1980. július 24. 11:00 |                      |     |                   |  |

| 1980. július 25. 11:00 | Románia (ROU)        | 4–4 | Ausztrália (AUS) |  |
| 1980. július 25. 11:00 | (0–0, 0–1, 2–1, 2–2) |     |                  |  |
| 1980. július 25. 11:00 |                      |     |                  |  |

| 1980. július 26. 11:00 | Románia (ROU)        | 8–3 | Svédország (SWE) |  |
| 1980. július 26. 11:00 | (1–1, 2–1, 1–1, 4–0) |     |                  |  |
| 1980. július 26. 11:00 |                      |     |                  |  |

| 1980. július 28. 11:00 | Románia (ROU)        | 10–6 | Bulgária (BUL) |  |
| 1980. július 28. 11:00 | (0–0, 5–2, 2–1, 3–3) |      |                |  |
| 1980. július 28. 11:00 |                      |      |                |  |

| 1980. július 29. 11:00 | Románia (ROU)        | 11–8 | Görögország (GRE) |  |
| 1980. július 29. 11:00 | (3–2, 3–2, 2–2, 3–2) |      |                   |  |
| 1980. július 29. 11:00 |                      |      |                   |  |

Végeredmény
| Csapat            | M | Gy | D | V | G+ | G– | Gk  | P |
| ----------------- | - | -- | - | - | -- | -- | --- | - |
| Ausztrália (AUS)  | 5 | 4  | 1 | 0 | 30 | 19 | +11 | 9 |
| Olaszország (ITA) | 5 | 4  | 0 | 1 | 26 | 18 | +8  | 8 |
| Románia (ROU)     | 5 | 3  | 1 | 1 | 36 | 26 | +10 | 7 |
| Görögország (GRE) | 5 | 2  | 0 | 3 | 28 | 28 | 0   | 4 |
| Svédország (SWE)  | 5 | 1  | 0 | 4 | 23 | 40 | –17 | 2 |
| Bulgária (BUL)    | 5 | 0  | 0 | 5 | 25 | 37 | –12 | 0 |

| Csapat        | Helyezés |
| ------------- | -------- |
| Románia (ROU) | 9.       |